# Greg Ireland
Greg Ireland (Orangeville, 5 ottobre 1965) è un allenatore di hockey su ghiaccio canadese.

## Statistiche
Statistiche aggiornate a ottobre 2013.

### Club
| Stagione  | Squadra               | Lega  | Ruolo       | Note                                         |
| --------- | --------------------- | ----- | ----------- | -------------------------------------------- |
| 1992-1993 | Oakville Blades       | COJHL | Head Coach  |                                              |
| 1993-1994 | Oakville Blades       | OPJHL | Head Coach  |                                              |
| 1994-1995 | Caledon Canadians     | MTJHL | Head Coach  |                                              |
| 1998-1999 | Dayton Bombers        | ECHL  | Head Coach  |                                              |
| 1999-2000 | Dayton Bombers        | ECHL  | Head Coach  |                                              |
| 2000-2001 | Dayton Bombers        | ECHL  | Head Coach  |                                              |
| 2001-2002 | Dayton Bombers        | ECHL  | Head Coach  |                                              |
| 2002-2003 | Dayton Bombers        | ECHL  | Head Coach  |                                              |
| 2003-2004 | Grand Rapids Griffins | AHL   | Asst. Coach |                                              |
| 2004-2005 | Grand Rapids Griffins | AHL   | Asst. Coach |                                              |
| 2004-2005 | Grand Rapids Griffins | AHL   | Head Coach  | Rimpiazza Danton Cole                        |
| 2005-2006 | Grand Rapids Griffins | AHL   | Head Coach  |                                              |
| 2006-2007 | Grand Rapids Griffins | AHL   | Head Coach  |                                              |
| 2007-2008 | San Antonio Rampage   | AHL   | Head Coach  |                                              |
| 2008-2009 | San Antonio Rampage   | AHL   | Head Coach  |                                              |
| 2009-2010 | San Antonio Rampage   | AHL   | Head Coach  |                                              |
| 2010-2011 | Lugano                | NLA   | Head Coach  | Raggiunge Mike McNamara per i play-off       |
| 2011-2012 | Owen Sound Attack     | OHL   | Head Coach  |                                              |
| 2012-2013 | Owen Sound Attack     | OHL   | Head Coach  |                                              |
| 2013-2014 | Owen Sound Attack     | OHL   | Head Coach  |                                              |
| 2014-2015 | Owen Sound Attack     | OHL   | Head Coach  |                                              |
| 2015-2016 | Adler Mannheim        | DEL   | Head Coach  | Esonerato l'11 febbraio 2016                 |
| 2016-2017 | Lugano                | NLA   | Head Coach  | Subentra a Doug Shedden il 16 gennaio 2017   |
| 2017-2018 | Lugano                | NLA   | Head Coach  |                                              |
| 2018-2019 | Lugano                | NLA   | Head Coach  |                                              |
| 2019-2020 | Bolzano               | EBEL  | Head Coach  | Subentra a Clayton Beddoes il 2 gennaio 2020 |
| 2020-2021 | Bolzano               | EBEL  | Head Coach  |                                              |
| 2021-2022 | Bolzano               | EBEL  | Head Coach  | Subentra a Doug Mason l'11 dicembre 2021     |
| 2022-2023 | Kunlun Red Star       | KHL   | Head Coach  |                                              |